# САТ
САТ – український музичний колектив, учасник міжнародних та всеукраїнських фестивалів авангардної, джазової, сучасної академічної, імпровізаційної музики. Лауреат П’ятого Всеукраїнського фестивалю співаної поезії та авторської пісні «Оберіг» (проект герметичного мистецтва «Лабіринт», Луцьк, 1993р.), переможець хіт-параду Радіо-Рокс Україна (у номінації «Джаз», 1995р.).

## Історія
Ансамбль САТ створено 26 квітня 1986 року Михайлом Стрельніковим та Олександром Клименком у часи їхнього навчання у Житомирському музичному училищі імені В. С. Косенка. САТ утворився як колектив однодумців завдяки спільній світоглядній позиції та художньо-естетичним поглядам на функціонування імпровізаційного музичного мистецтва. Перші роки існування колективу позначено інтенсивними творчими пошуками не лише індивідуального стилю і репертуару, а й інструментальної визначеності. 25 серпня 1990 року сформувався склад, у якому ансамбль проіснував до 23 травня 1997 року: Сергій Охрімчук (скрипка), Олександр Клименко (баян), Михайло Стрельніков (гітара). Подібний камерний склад у другій половині 80-х років XX століття асоціювався зі стійкою жанровою та стильовою ідіоматикою, тому виконання сучасної імпровізаційної музики на скрипці, баяні та гітарі суперечило традиційному слухацькому сприйняттю. Музиканти САТ одними з перших в Україні почали виконувати імпровізаційну музику на інструментах, що історично входили до так званої народної групи (гітара, баян).

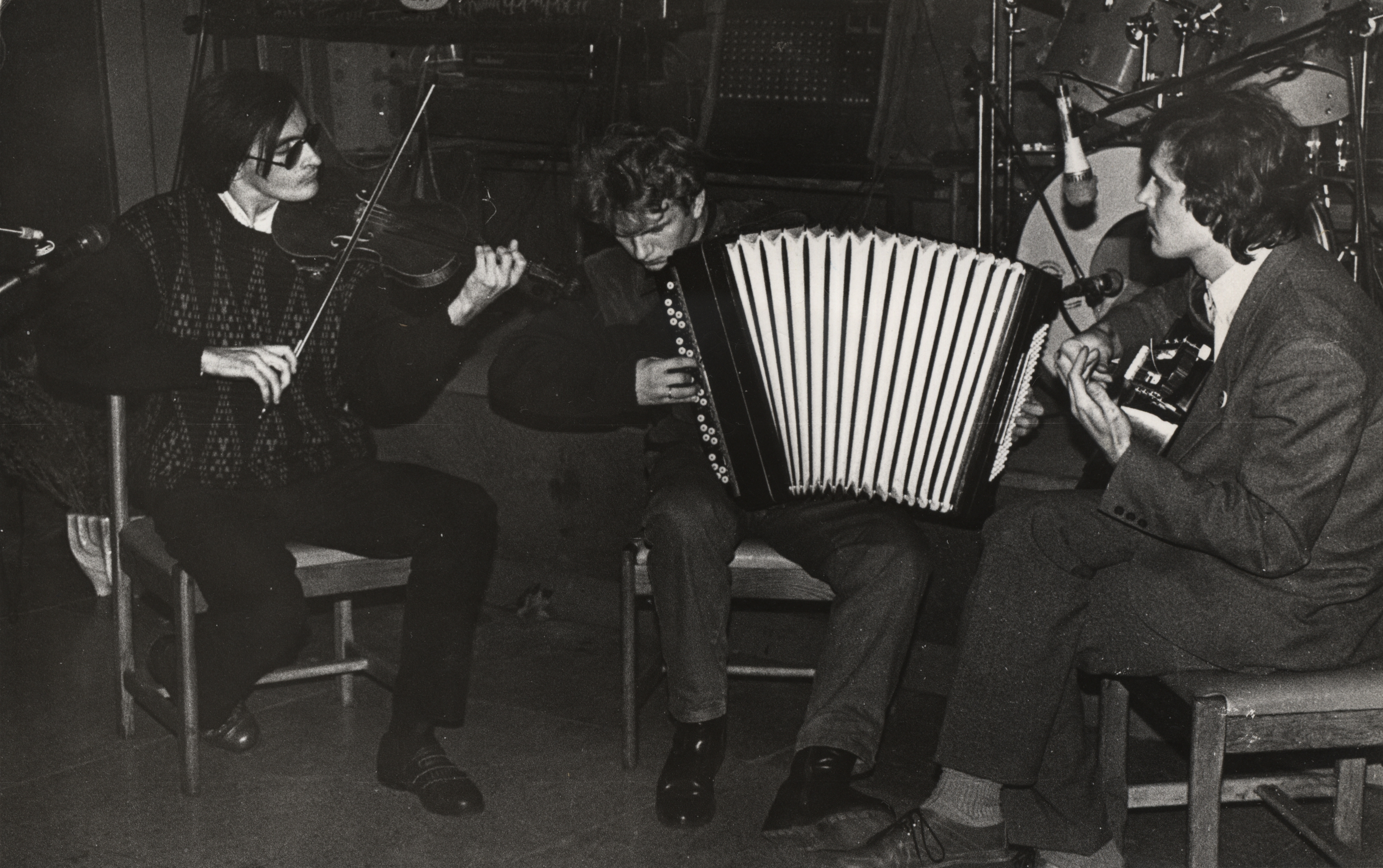
Тріо CAT у складі: С. Охрімчук, О. Клименко, М. Стрельніков (4 грудня 1992 р.)

У 1993 році на запрошення Олександра Нестерова САТ виступив на Першому Міжнародному фестивалі авангардного мистецтва в Україні «Нова територія». Виступ ансамблю відзначив теоретик джазу, музичний оглядач BBC World Service Джералд Вуд (Єфим Барбан).
У 1997 році до ансамблю доєднався композитор, мультиінструменталіст Данило Перцов.

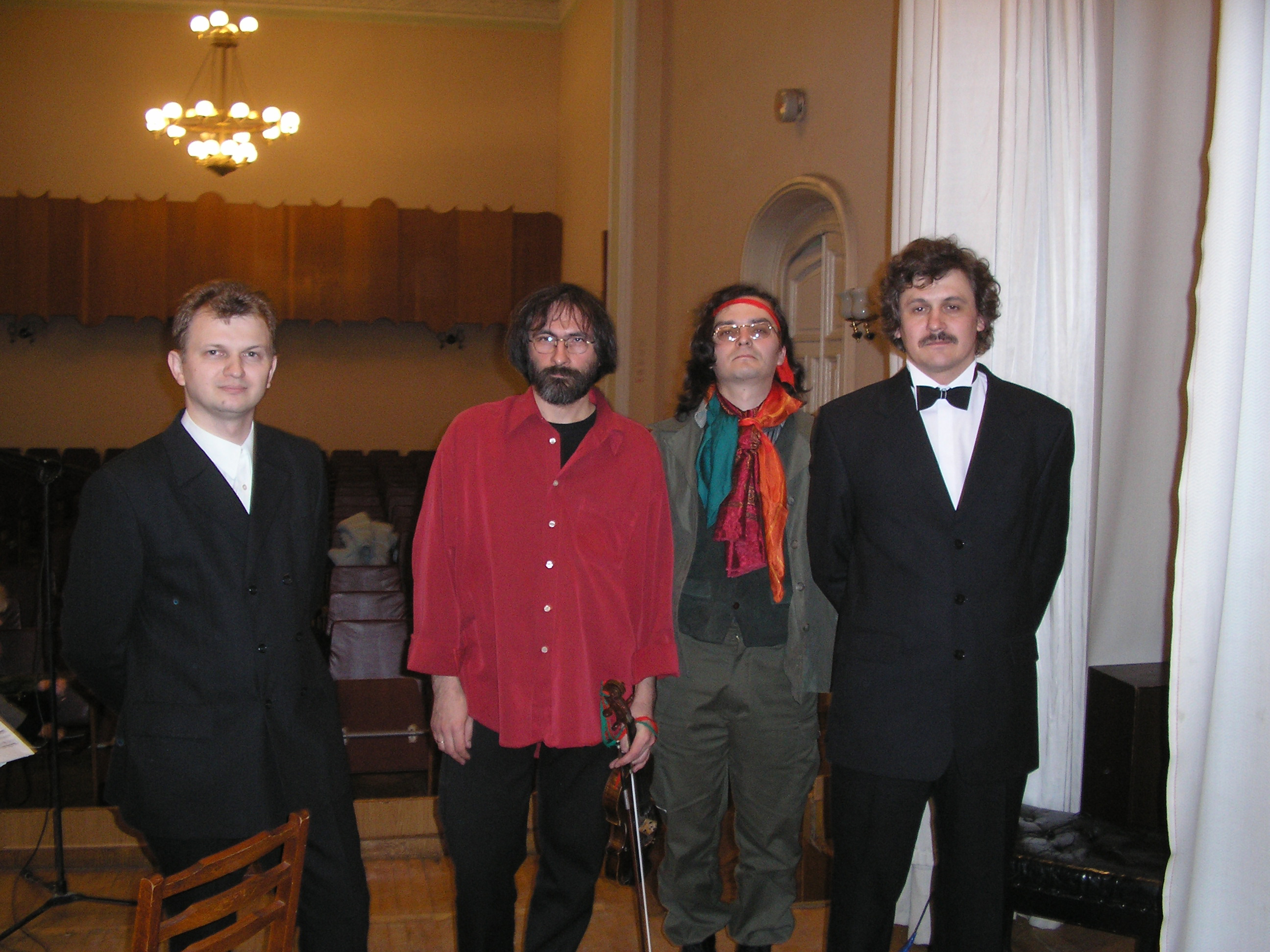
CAT у складі: О. Клименко, С. Охрімчук, Д. Перцов, М. Стрельніков (2006р.)

САТ плідно співпрацював із українськими композиторами, які створили для колективу низку творів: Сергій Ярунський — «Оранжерея кактусів» — камерна симфонія № 1, «Богиня Мокоша» — камерна симфонія № 4, Алла Загайкевич — «Не відриваючись від землі», «Musique naïve», Андрій Карнак — «SATory I» & «SATory II» (1 частина, 2 частина), Данило Перцов — «Кецалькоатль», «Соната для гітари соло». Твори у різні роки виконувалися ансамблем на фестивалях (Прем'єри сезону, Київ Музик Фест, Форум музики молодих).
Алла Загайкевич зазначає: «„Не відриваючись від землі“ — п'єса специфічна: партитура поєднує як нотоване письмо, так і спеціальну графіку для керівництва „імпровізацією“ (…). Вона написана для музикантів-професіоналів та імпровізаторів в одній особі. Писалося тільки для САТ, інших таких не знаю…».

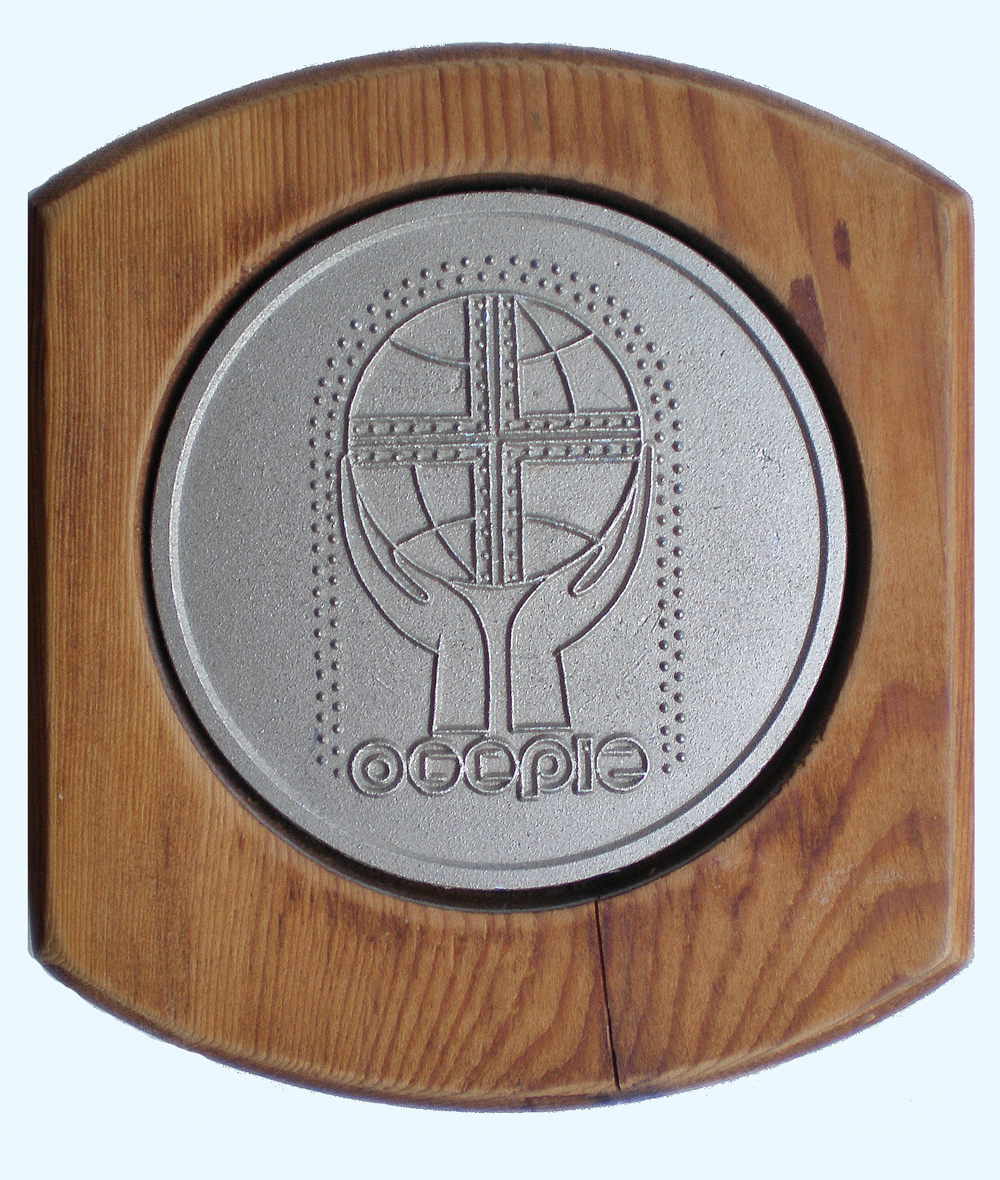
Почесний знак лауреата Всеукраїнського фестивалю співаної поезії та авторської пісні «Оберіг»

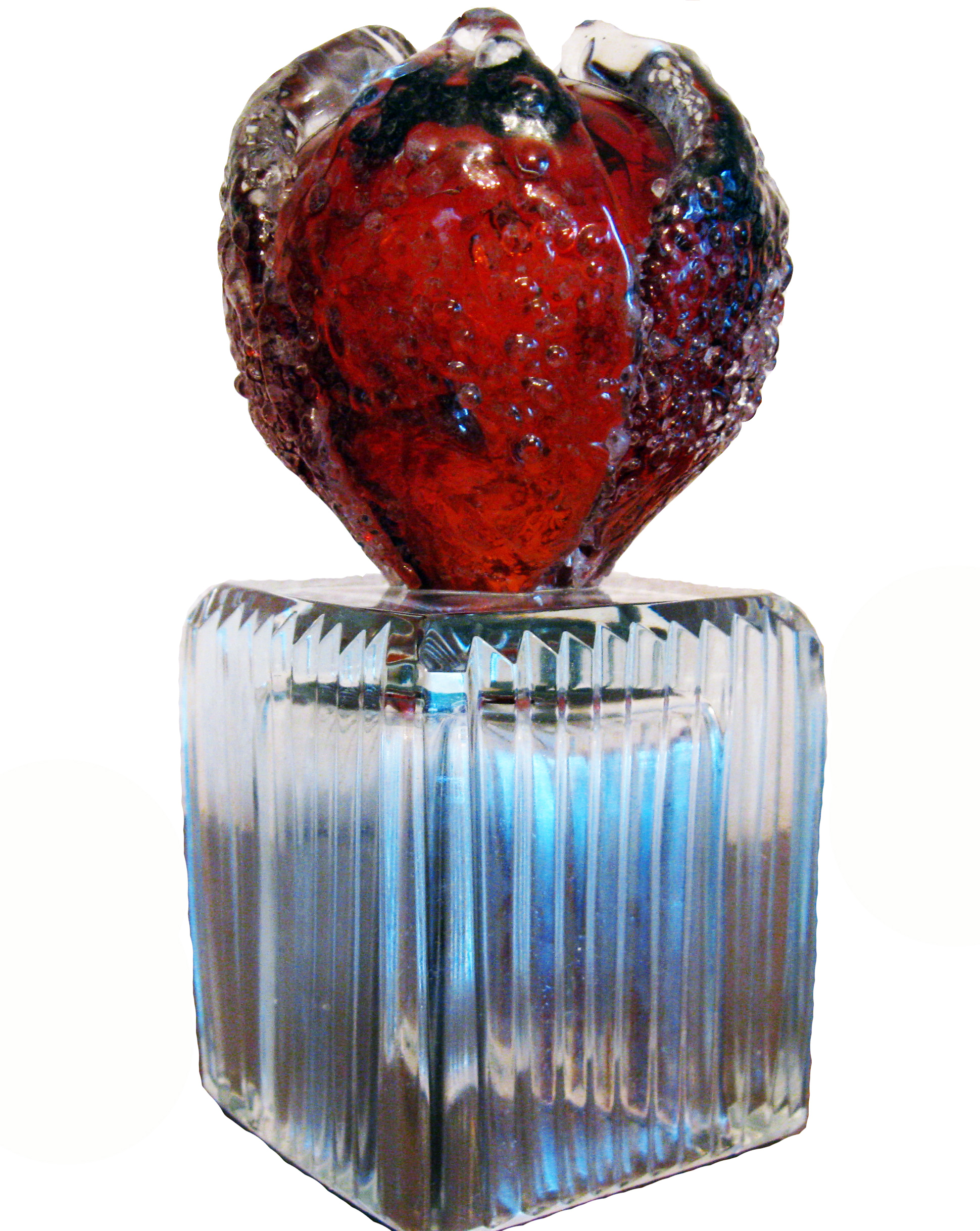
Кришталевий каштан — приз Радіо-Рокс Україна у номінації «Джаз» (Київ, 1995р.)

У 2006 р. вийшов диск ансамблю з однойменною назвою «САТ» (видавець — музичне видавництво «Етнодиск», Київ). В анотації зазначається: «Творчість САТ охоплює широке коло стильових напрямків і музичних образних сфер. Естетична концепція САТ базується на поєднанні особливостей світоглядів кожного з учасників колективу. Тріо працює в межах композиційної та імпровізаційної музики. Оригінальні твори САТ — це форми, які поєднують структуровані елементи з імпровізацією. САТ співпрацює з молодими українськими композиторами, а також інтерпретує твори відомих композиторів та виконавців. Вільна імпровізація САТ — це спонтанне музикування за власними драматургічними принципами, мета якого — досягнення гармонійного поєднання індивідуального та колективного, це три інструментально-індивідуалізовані лінії, які, взаємодіючи між собою, створюють нерозривну звукову тканину».
У листі до учасників колективу з приводу виходу CD-диску Єфим Барбан пише, що музика САТ демонструє явні ознаки художньої значущості — медитативної споглядальності та емоціональної насиченності.
Авторство назви колективу належить М. Стрельнікову. З плином часу трактування назви збагачувалось, поглиблювалось. Для презентацій диску, які відбулися у червні 2006 року у Києві, Білій Церкві та Луцьку М. Стрельніков та О. Клименко сформулювали своє бачення ансамблю: «САТ не є абревіатурою. САТ — корінь слова, підставова річ, яка може наповнюватися різними змістами та відтінками. САТ — точка у різних частинах простору. САТ — постійність. САТ не зникає і не з'являється, не розпадається і не збирається. САТ залишається актуальною ідеєю, приводом до зустрічі». У такому контексті запропоноване Андрієм Матійком прочитання назви колективу як абревіатури (Сучасне Акустичне Тріо) не суперечить твердженню музикантів.
Щодо філософії САТ Андрій Карнак зазначає: «Періодичне відродження САТ — це сакралізація процесу творчості, матеріалізація з прихованого у матеріальний світ. Матеріалізація ідей, котрі пов'язані з розумінням нас у цьому світі й світу в нас самих. Без перетікання енергій від виконавця до слухача і навпаки, творчість вмирає. САТ — точка в різних контекстах простору. Текст як губка вбирає в себе нову реальність. Зустріч припиняє наш броунівський рух, змінює нас і простір навколо нас».

## Концертна діяльність
- Фестиваль «Нова територія» (Київ, 1993)
- Фестиваль «Прем'єри сезону (фестиваль)» (Київ, 1995, 2000, 2001, 2002, 2004, 2006, 2008)
- Фестиваль «Форум музики молодих» (Київ, 1995, 2000, 2001, 2003, 2006, 2007)
- Фестиваль «Київ Музик Фест» (Київ, 1999, 2002, 2006)
- Джазовий фестиваль (Черкаси, 1992, 1999, 2000)
- Фестиваль вільного мистецтва Шури Шварцдигулова (Біла Церква, 1991, 1995, 1997)
- П'ятий Всеукраїнський фестиваль співаної поезії та авторської пісні «Оберіг» (проект герметичного мистецтва «Лабіринт», Луцьк, 1993)
- Радіо-Рокс Україна (Київ, 1995)
- Фестиваль «Мета-Арт» (Київ, 1997)

## Деталізована концертна діяльність (з 2004 року)
- 6.06.2004, Біла Церква, Лабораторія мистецьких прем'єр «Нарсуда» — благодійний концерт на підтримку САТ як частини Оркестра Нової Вєщі;
- 14.12.2004, Житомир — виступ САТ (у складі: М. Стрельніков, О. Клименко) у Житомирській філармонії;
- 15.05.2005, Луцьк — виступ САТ (у складі: М. Стрельніков, О. Клименко) у Центрі духовного та інтелектуального розвитку особистості — з програмою «Косутрафоніор 2»;
- 23—24.10.2005, Біла Церква, Житомир — САТ (у складі: М. Стрельніков, О. Клименко, Д. Перцов) презентують програми пам'яті Анатолія Білошицького «Косутрафоніор 3» та «Косутрафоніор 4»;
- 28.03.2006, Київ, Будинок вчених НАНУ — САТ (у складі: С. Охрімчук, О. Клименко, М. Стрельніков) виконує «Се Акатль» Данила Перцова;
- 2, 4—5.06.2006, Київ, Біла Церква, Луцьк — презентація компакту САТ (у складі: С. Охрімчук, М. Стрельніков, О. Клименко, Д. Перцова);
- 5.10.2006 р., Київ, Великий зал Київської державної консерваторії ім. П. І. Чайковського — САТ (у складі: С. Охрімчук, О. Клименко, М. Стрельніков) виконує «Кецалькоатль» Д. Перцова;
- 5.02.2007, Луцьк, Волинський краєзнавчий музей — виступ САТ (у складі: М. Стрельніков, О. Клименко) на презентації книги «Supraphon»;
- 13.05.2007, Київ, Український дім — Концерт-марафон джазової, нової імпровізаційної та електронної музики пам'яті Олександра Нестерова (1954–2005). САТ у складі: С. Охрімчук, О. Клименко, М. Стрельніков[8];
- 20.05.2007, Київ, Концертний зал Національної Спілки композиторів України — Ем-Візія: Андрій Карнак, «SAToryII&SAToryIII» для реальних і віртуальних виконавців. САТ у складі: С. Охрімчук, О. Клименко, М. Стрельніков;
- 24.04.2008, Біла Церква, Лабораторія мистецьких прем'єр «Нарсуда» — «Cantus sarmathicus: музика стародавньої Європи в українському вимірі»;
- 25.06.2008, Біла Церква — концертна програма «Мандруючи Україною мрій, опинилися у Нарсуді»: Д. Перцов (шалмей, цинк, лізард, пандора), Л. Плавська (даф, шалюмо), А. Лешук (томбак, даф), М. Степанов (бансури (бамбукові флейти), есрадж), С. Попов (барабани), А. Стрельнікова (ксилофон), М. Стрельніков (гітара, бас-гітара), О. Клименко (баян), С. Охрімчук (скрипка);
- 29.11.2008, Біла Церква — Dicкотека САТ;
- 28.06.2009, Біла Церква, Лабораторія мистецьких прем'єр «Нарсуда» — САТ та Eugene Naymark у концертній програмі «Хвиля пройшла»;
- 28.08.2010, Біла Церква, Лабораторія мистецьких прем'єр «Нарсуда» — «Октопус Юрія»: М. Стрельніков (акустична гітара, бас-гітара) та О. Клименко (баян, бас-гітара, тексти), за участю: О. Стрельніков (ударні, електрогітара), Д. Громов (ударні), А. Стрельнікова (спів, гітара);
- 26.02.2011, Біла Церква, Лабораторія мистецьких прем'єр «Нарсуда» — Концерт імпровізаційної музики за участю Алли Загайкевич і САТ: А. Загайкевич, «Наївна музика»; САТ & А. Загайкевич, «Зимовий САТ»;
- 29.10.2011, Біла Церква, Лабораторія мистецьких прем'єр «Нарсуда» — Концерт імпровізаційної музики «Зустріч у Полонному». САТ у складі: М. Стрельніков, О. Клименко;
- 2.12.2011, Біла Церква, Будинок культури «Росава», «Арт-кафе» — Презентація диску «САТ & Алла Загайкевич — Зимовий сат»;
- 20.01.2012, Київ, Галерея АртХол, Фонд сприяння розвитку мистецтв — Презентація диску «САТ & Алла Загайкевич — Зимовий сат»;
- 30.06.2012, Біла Церква, Лабораторія мистецьких прем'єр «Нарсуда» — САТ (у складі: М. Стрельніков, О. Клименко) з новою програмою «МІСТКО»;
- 22.06.2013, Київ, Ефір — Електроакустика в Ефірі, 10 років проекту;
- 31.06.2013, Біла Церква, Лабораторія мистецьких прем'єр «Нарсуда» — Костянтин Чеченя і САТ (у складі: М. Стрельніков, О. Клименко) з програмою «Вільні звуки»;
- 4.01.2017, Біла Церква, Лабораторія мистецьких прем'єр «Нарсуда» — А. Загайкевич, Єлизавета Соловйова, Д. Перцов, М. Стрельніков з програмою «Музика нового року».
- 17.11.2018, Київ, IV Міжнародний фестиваль імпровізаційної музики «Free Fest» — САТ у складі: М. Стрельніков, С. Охрімчук, Д. Перцов;
- 25.02.2019, Київ, арт-клуб «KORA» — САТ у складі: С. Охрімчук, О. Клименко, М. Стрельніков, Д. Перцов[9].

## Дискографія
- САТ (2006)
- САТ & Алла Загайкевич – Зимовий САТ (2011)[10][11]
- COPICAT (2012)[12]

## Мультимедіа
- Виступ САТ на фестивалі сучасного мистецтва «Нова територія» (режисер Юрій Зморович, Український дім, Київ, 1993р.) [Архівовано 30 вересня 2016 у Wayback Machine.]
- Сергій Ярунський, «Оранжерея кактусів» — камерна симфонія №1 (у трьох частинах)
- «Оранжерея кактусів» на фестивалі «Мета-Арт — 1997»
- САТ: портрет, 1 частина (режисер Руслана Порицька, Волинське телебачення, Луцьк, 2006р.)
- САТ: портрет, 2 частина (режисер Руслана Порицька, Волинське телебачення, Луцьк, 2006р.) [Архівовано 14 квітня 2016 у Wayback Machine.]
- САТ: портрет, 3 частина (режисер Руслана Порицька, Волинське телебачення, Луцьк, 2006р.)
- Андрій Карнак, «Satory II», частина 1 (режисер Андрій Карнак, Концертний зал Національної спілки композиторів України, Київ, 2007р.) [Архівовано 24 січня 2021 у Wayback Machine.]
- Андрій Карнак, «Satory II», частина 2 (режисер Андрій Карнак, Концертний зал Національної спілки композиторів України, Київ, 2007р.) [Архівовано 11 квітня 2016 у Wayback Machine.]
- Мандруючи Україною мрій (режисер Юрій Комаров ст., Лабораторія мистецьких прем’єр «Нарсуда», Біла Церква, 2008р.)
- САТ знову на орбіті (режисер Юрій Комаров ст., Лабораторія мистецьких прем’єр «Нарсуда», Біла Церква, 2009р.) [Архівовано 28 вересня 2015 у Wayback Machine.]
- САТ & Алла Загайкевич, «Зимовий САТ» (Галерея АртХол, Київ, 2012р.) [Архівовано 19 квітня 2016 у Wayback Machine.]
- Літній САТ у Києві. Міражі в «Ефірі» (режисер Сергій Карсаєв; Ефір, Київ, 2013р.)
- Виступ САТ на Free Fest IV (Київ, 2017р.) [Архівовано 10 грудня 2021 у Wayback Machine.]
- Виступ САТ у клубі «Кора» (Київ, 2019р.) [Архівовано 10 грудня 2021 у Wayback Machine.]
- САТ — Сатівська композиція №2 (з альбому «Прозорий САТ») [Архівовано 10 грудня 2021 у Wayback Machine.]
- САТ — Мамай. Медитація (09.04.2022)
- САТ — Мамай. Битва (10.04.2022)